# Taiwans herrjuniorlandslag i ishockey
Taiwans herrjuniorlandslag i ishockey representerar Taiwan i ishockey för herrjuniorer. Laget spelade sin första landskamp den 4 januari 2010 i Istanbul under juniorvärldsmästerskapets Division III-grupp, och förlorade då med 1-11 mot Island.

### Fotnoter
1. ↑  ”Championnat du monde 2010 des moins de 20 ans”. Hockeyarvhives. 2009-2010. http://www.passionhockey.com/hockeyarchives/U-20_2010.htm. Läst 16 december 2013.